# 薑汁番茄
薑汁番茄是台灣起源自台南、高雄、屏東一帶的小吃，常見於冰果室與水果攤。

## 作法
將老薑磨成泥，加上水、砂糖、太白粉、醬油、梅粉、甘草粉作為醬料，再將醬料澆在切片的黑柿蕃茄上或放在小碟中供沾醬食用。常見在夜市販售。